# دریاچه استرژ
دریاچه استرژ (انگلیسی: Lake Sterzh) یک دریاچه در استان تور کشور روسیه است.